# Nurlan Noghajew

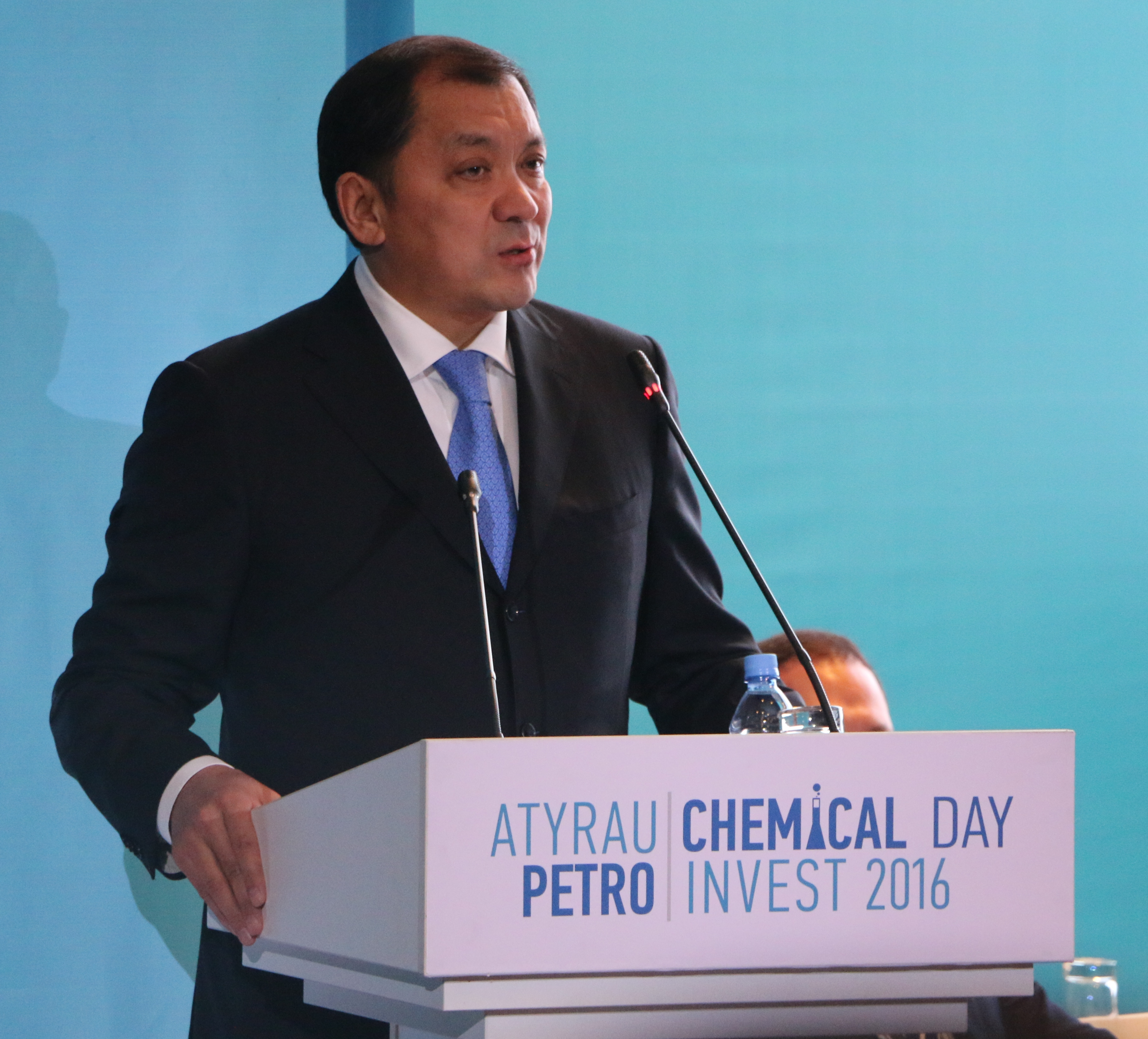
Nurlan Noghajew (2016)

Nurlan Asqaruly Noghajew (kasachisch Нұрлан Асқарұлы Ноғаев Nūrlan Asqarūly Noğaev, russisch Нурлан Аскарович Ногаев; * 30. Juli 1967 in Oktjabrsk, Kasachische SSR) ist ein kasachischer Politiker und Diplomat. Seit Juni 2024 ist er der Botschafter von Kasachstan in Turkmenistan.

## Leben
Nurlan Noghajew wurde 1967 in Oktjabrsk geboren und schloss 1993 ein Studium an der Gubkin-Universität für Erdöl und Gas in Moskau ab. 1999 folgte ein Abschluss an der kasachischen Akademie für Management in Almaty. Danach schloss sich der Besuch des Staatlichen Moskauer Instituts für Internationale Beziehungen an.
Nach der Ausbildung war Noghajew zunächst in der Wirtschaft tätig. So war er von 1993 bis 1995 beim Unternehmen Gili Paschero (Гили-Паскер) und bis 1996 als stellvertretender Generaldirektor bei Otrar Ltd. (Отрар Лтд) beschäftigt. Im Anschluss war er in verschiedenen Positionen, darunter Marketingdirektor und später als Generaldirektor beim kasachischen Mineralölunternehmen Kazakhturkmunay beschäftigt. Von Februar bis Oktober 2006 war er Vorstandsvorsitzender der nationalen kasachischen Erdölgesellschaft KazMunayGas und anschließend leitete er die Abteilung für die Erdölindustrie im Ministerium für Energie und Bodenschätze. Seit September 2007 war Noghajew stellvertretender Äkim (Gouverneur) von Westkasachstan und in dieser Funktion zuständig für Wirtschaft und Finanzen sowie den Öl- und Gassektor des Region. Am 20. Januar 2012 wurde er schließlich zum Äkim von Westkasachstan ernannt. Seit dem 26. März 2016 war er Äkim des Gebietes Atyrau.
Am 18. Dezember 2019 wurde er als Nachfolger von Qanat Bosymbajew Energieminister Kasachstans im Kabinett von Premierminister Asqar Mamin. Seit dem 7. September 2021 war er Äkim (Gouverneur) des Gebietes Mangghystau. Von diesem Posten wurde er am 16. Mai 2024 entlassen.
Seit Juni 2024 ist er der Botschafter Kasachstans in Turkmenistan.